# Schiller Judit
Schiller Judit (1949 – ) névváltozatai: W. Schiller Judit, Wacháné Schiller Judit, születési neve: Schiller Judit Zsuzsanna, magyar nyelvtörténész, eszperantista. Wacha Imre unokahúga.

## Életpályája
Az ELTE Bölcsészettudományi Kar magyar–eszperantó szakán végzett. Az ELTE BTK Magyar Nyelvtörténeti és Nyelvjárási Tanszék tudományos munkatársa volt.

## Szervezeti tagságok
- Magyarországi Eszperantó Szövetség

## Művei
- Schiller Judit: A mesterséges nyelvek visszhangja a magyar nyelvészeti és egyéb folyóiratokban a századforduló körüli évtizedekben, szakdolgozat, ELTE, Budapest, 1984.[2][3]

### Könyvei
- Hegedűs Attila - Papp Lajos – W. Schiller Judit et al.: Középkori leveleink 1541-ig, Tankönyvkiadó, Budapest, 1991.

### Cikkei
- Schiller Judit: Búcsú Bárczi Gézától, Magyar Nyelv 72, 1976.